# Diplodoma
Diplodoma là một chi nhỏ của họ Psychidae. Trong đó, nó thuộc về bộ lạc Naryciini, trong này có phân họ Naryciinae phần nào tranh cãi mà đôi khi có trong Taleporiinae. Một số tác giả xem Diplodoma một từ đồng nghĩa cơ sở của Narycia, nhưng điều này là không chấp nhận rộng rãi.
Các loài của Diplodoma gồm:
- Diplodoma adspersella Heinemann, 1870
- Diplodoma laichartingella (Goeze, 1783) (= D. herminatum, D. marginepunctellum)
- Diplodoma taurica Zagulajev, 1986

## Footnotes
1. ↑  Pitkin & Jenkins (2004), FE (2009)
2. ↑  FE (2009), và see references in Savela (2001)